# Rock the Party (Off the Hook)
Singles de POD
Southtown
(1999) School of Hard Knocks
(2000)
Pistes de The Fundamental Elements of Southtown
Checkin' Levels Lie Down
Rock The Party (Off the Hook) est le second single de POD, présent sur leur troisième The Fundamental Elements of Southtown. Le clip de Rock the Party (Off the Hook) a atteint la 18e place  du classement TVU's 50 Best Videos of All Time.